# Papyrus 63
Papyrus 63 (nach Gregory-Aland mit Sigel {\displaystyle {\mathfrak {P}}}63 bezeichnet) ist eine frühe griechische Abschrift des Neuen Testaments. Dieses Papyrusmanuskript enthält einen Teil des Johannesevangeliums und abschnittsweise „Deutungen“ dazu. Es sind nur die Verse 3,14–18 und 4,9–10 erhalten geblieben. Mittels der Paläographie wurde es auf das 4. oder 5. Jahrhundert datiert.

## Text
Der griechische Text des Kodex repräsentiert den Alexandrinischen Texttyp, enthält jedoch auch einige Byzantinische Lesarten. Kurt Aland ordnete ihn in Kategorie II ein.
In Kapitel 3 des Johannesevangeliums sind die folgenden Verse in Griechisch erhalten:

„[14] καθω̣ς̣ μ̣ωυσης υψωσεν τον οφιν ε̣ν̣ τη ερη̣μω ουτως υψωθηναι δει τον υιον του ανθ̣ρ̣ω̣πο̣υ̣ [15] ι̣ν̣[α] π̣α̣ς̣ ο̣ π̣[ιστευ]ω̣ν̣ ε̣ι̣ς̣ α̣υτον μ̣η απολη̣[τα]ι̣ α̣λ̣λ̣ εχ̣η̣ ζωην αιωνιον 

[16] ουτως γαρ ηγ̣απ̣η̣σεν ο θεο̣ς τον κοσμον ωσ̣τ̣[ε] τ̣ο̣ν υιο̣ν αυτου τον̣ μ̣ο̣ν̣[ο]γ̣ε̣ν̣η̣ εδωκεν εις τον̣ [κοσμ]ον ι̣να̣ ο̣ π̣ιστευων εις [αυ]τ̣ο̣ν̣ μ̣η αποληται α̣λ̣λ εχ̣η̣ ζω̣[ην] α̣ιωνιον [17] ο̣υ̣ γ̣α̣ρ̣ [α]π̣[εσ]τ̣[ειλε]ν̣ ο̣ θ̣εος τ̣ον υιον̣ αυτ̣ου εις το̣[ν] [κ]ο̣σμ[ον] αλλ ινα σ̣ωθ̣η̣ [ο] κοσ̣μ̣ο̣ς̣ δ̣ι αυτου [18] ο πιστ̣ε̣υ̣ων εις αυ̣τον ου̣ κρινετ̣α̣ι̣ ο δ̣ε μη πιστευων ηδ̣η και κ̣ρ̣[ι]νεται̣ οτι μη πε̣πιστ̣[ε]υ̣κεν ε̣ις το ονομα το̣υ̣ μονογενου̣ς̣ υιου του θυ̅“

In Johannes 3,16 findet sich die Textvariante υιον αυτου. Sie wird auch durch die Handschriften א2, A, L, Θ, Ψ, 063, 083, 086, 0113, f1, f13, Byz und Didache gestützt.
Eine Besonderheit des Papyrus 63 ist, dass es sich nicht um ein Manuskript handelt, das ausschließlich den biblischen Text enthält, sondern auch „Deutungen“. Nach einer Passage des Johannes-Textes folgt mehrfach die Überschrift ερμηνια (ἑρμηνεῖα/hermeneia), gefolgt von Kommentaren dazu. Anders als früher angenommen handelt es sich dabei nicht um kommentierende Auslegungen im eigentlichen Sinne, sondern um sogenannte Bibelorakel. Diese enthielten nur bestimmte, gut geeignete Ausschnitte der Bibel und wurden vermutlich dazu benutzt, sie zufällig aufzuschlagen und so eine Art Orakel herbeizuführen. Vergleichbare Papyri sind unter anderem Papyrus 55 und Papyrus 80. Hinzu kommt als weitere Besonderheit, dass in Papyrus 63 die „Deutungen“ sowohl auf Griechisch stehen als auch auf Koptisch übersetzt wurden.

## Aufbewahrung
Die Handschrift befindet sich in der Papyrussammlung des Ägyptischen Museums in Berlin und wird unter Inventarnummer P. 11914 aufbewahrt.